# Велька-Весь (гмина)
Велька-Весь (пол. Wielka Wieś) — сельская гмина (волость) в Польше, входит как административная единица в Краковский повет, Малопольское воеводство. Население — 9183 человека (на 2004 год).

## Демография
| Перепись                       | Всего   | Всего | Женщины | Женщины | Мужчины | Мужчины |
| ------------------------------ | ------- | ----- | ------- | ------- | ------- | ------- |
| Единицы                        | человек | %     | человек | %       | человек | %       |
| Население                      | 9183    | 100   | 4707    | 51,3    | 4476    | 48,7    |
| Плотность населения (чел./км²) | 190,9   | 190,9 | 97,9    | 97,9    | 93,1    | 93,1    |

## Поселения
1. Бембло
2. Бендковице
3. Бялы-Косчул
4. Чаёвице
5. Гебултув
6. Модльница
7. Модльничка
8. Прондник-Кожкевский
9. Шице
10. Томашовице
11. Вежхове
12. Велька-Весь

## Соседние гмины
1. Гмина Ежмановице-Пшегиня
2. Краков
3. Гмина Скала
4. Гмина Забежув
5. Гмина Зелёнки